# Lijst van parken en reservaten in Finland
Er zijn in Finland 40 nationale parken. Samen hebben ze een grootte van 8150 km².

## Nationale parken
| Nationaal park                             | Foto |
| ------------------------------------------ | ---- |
| Nationaal park Archipel                    |      |
| Nationaal park Ekenäsarchipel              |      |
| Nationaal park Etelä-Konnevesi             |      |
| Nationaal park Helvetinjärvi               |      |
| Nationaal park Hiidenportti                |      |
| Nationaal park Hossa                       |      |
| Nationaal park Isojärvi                    |      |
| Nationaal park Kauhaneva-Pohjankangas      |      |
| Nationaal park Koli                        |      |
| Nationaal park Kolovesi                    |      |
| Nationaal park Kurjenrahka                 |      |
| Nationaal park Lauhanvuori                 |      |
| Nationaal park Leivonmäki                  |      |
| Nationaal park Lemmenjoki                  |      |
| Nationaal park Liesjärvi                   |      |
| Nationaal park Linnansaari                 |      |
| Nationaal park Nuuksio                     |      |
| Nationaal park Oostelijke Golf van Finland |      |
| Nationaal park Oulanka                     |      |
| Nationaal park Pallas-Yllästunturi         |      |
| Nationaal park Patvinsuo                   |      |
| Nationaal park Perämeri                    |      |
| Nationaal park Petkeljärvi                 |      |
| Nationaal park Puurijärvi-Isosuo           |      |
| Nationaal park Pyhä-Häkki                  |      |
| Nationaal park Pyhä-Luosto                 |      |
| Nationaal park Päijänne                    |      |
| Nationaal park Repovesi                    |      |
| Nationaal park Riisitunturi                |      |
| Nationaal park Rokua                       |      |
| Nationaal park Salamajärvi                 |      |
| Nationaal park Seitseminen                 |      |
| Nationaal park Selkämeri                   |      |
| Nationaal park Sipoonkorpi                 |      |
| Nationaal park Syöte                       |      |
| Nationaal park Teijo                       |      |
| Nationaal park Tiilikkajärvi               |      |
| Nationaal park Torronsuo                   |      |
| Nationaal park Urho Kekkonen               |      |
| Nationaal park Valkmusa                    |      |

## Natuurreservaten in Finland
Natuurreservaten zijn speciaal uitgekozen gebieden waar veel minder mogelijk is dan in nationale parken, ze zijn bedoeld uitsluitend voor natuurconservatie en wetenschappelijke doeleinden. 
Finland telt 19 natuurreservaten met een totale oppervlakte van 1,530 km². Meestal kan men ze niet betreden zonder geschreven toelating. Acht onder hen hebben een natuurpad dat open is voor het publiek. 
Natuurreservaten met een natuurpad:
- Karkali
- Vaskijärvi
- Koivusuo
- Salamanperä
- Paljakka
- Sompio
- Malla
- Kevo

## Wildernisreservaten in Finland
Wildernisreservaten zijn geen natuurreservaten in de strikte zin van het woord. Ze kwamen in Noord-Lapland tot stand niet enkel om het wildernis karakter van deze gebieden te bewaren maar ook om de Samische cultuur en hun op de natuur steunende vorm van levensonderhoud te beschermen. Deze gebieden werden in 1991 bij wet beschermd.
Een Wildernisreservaat is meestal een oerbosgebied waar weinig mensen wonen; ze zijn groter dan de natuurreservaten en worden meestal gebruikt voor visvangst of andere natuurlijke hernieuwbare bronnen.
In Finland zijn er 12 wildernisreservaten, die samen 15.000 km² groot zijn:
- Wildernisgebied Käsivarsi
- Wildernisgebied Tarvantovaara
- Wildernisgebied Pöyrisjärvi
- Wildernisgebied Pulju
- Wildernisgebied Hammastunturi
- Wildernisgebied Muotkatunturi
- Wildernisgebied Paistunturi
- Wildernisgebied Kaldoaivi
- Wildernisgebied Vätsäri
- Wildernisgebied Tsarmitunturi
- Wildernisgebied Kemihaara
- Wildernisgebied Tuntsa

## Moerasreservaten
Vroeger bestond een derde van Finland uit allerlei soorten moeras. De helft hiervan werd drooggelegd. Dat gebeurde soms om er landbouwgrond van te maken of voor de exploitatie van de turf maar meestal omwille van de houtproductie.
Naast de moerassen die zich in de nationale parken bevinden, heeft men sinds de jaren 1980 overal in het land moerassen beschermd teneinde een voldoend representatief staal te bekomen van de diversiteit aan moeras ecosystemen die het land rijk is. In totaal telt men 173 dergelijke reservaten, meestal hoogvenen of uitgestrekte aapa moerassen.

## Beschermde grasrijke wouden
Dergelijke bossen bereiken in Finland hun meest noordelijke grens. Ze zijn vruchtbaarder en kennen een grotere diversiteit dan het merendeel van de Finse wouden. Ze vertegenwoordigen echter slechts een honderdste van het bosareaal.
Om hun unieke flora en fauna te bewaren worden ze sinds 1992 beschermd. Momenteel telt men er 53.

## Beschermde oude bosgebieden
Finland heeft weinig wouden in natuurlijke staat. De commercieel geëxploiteerde bossen overheersen. Tien procent van de bekende soorten is bedreigd waarvan de helft omwille van de commerciële bosbouw.
Om de oude bossen te beschermen creëerde men in 1994 92 nieuwe beschermde gebieden. Ze zijn staatsbezit en bevinden zich Zuid-Finland. De oppervlakte bedraagt 90 km².
Twee jaar later nam de Staatsraad, lees het kabinet, de principiële beslissing om hieraan, gespreid in de tijd, nog 2936 km² staatsbossen aan toe te voegen. Ongeveer 220 km² oude bosgebieden in privé bezit zouden eveneens beschermd worden.